# 李學哲
李學哲（韓語：리학철，?—），北韓政治家。他於2013年1月出任採掘工業部的局長。翌年1月晉升為該部的部長。同年3月的最高人民會議選舉中，首次當選為代議員。

## 資料來源
1. 1 2 3  .   [2014-04-18]. （原始内容存档于2019-10-29）.